# Trnopolje

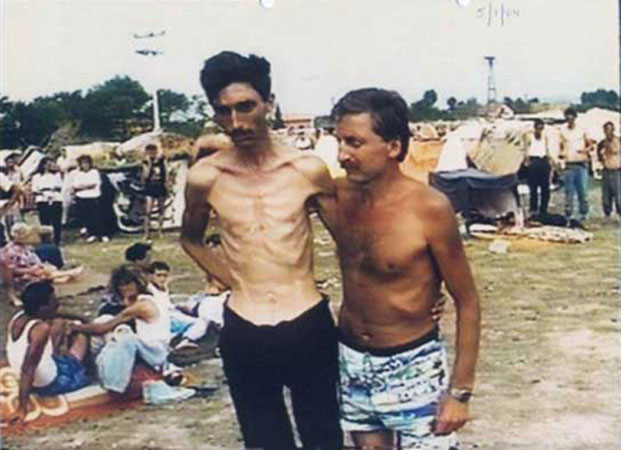
Fångar i Trnopolje 1992

Trnopolje var ett fångläger (också omnämnt som fängelse och koncentrationsläger) beläget i byn Trnopolje utanför Prijedor i Bosnien och Hercegovina. Enligt den lokala bosnienserbiska myndigheten i Trnopolje var det "ett samlingscentrum" för den icke-serbiska befolkningen, främst bosniaker. Lägret skall ha inrättats och drivits av myndigheterna i Republika Srpska och den lokala serbiska polisen. Det totala antalet lägerfångar varierade i genomsnitt mellan 4 000 och 7 000 personer.
Lägret upptäcktes av internationella medier i juli 1992 då inspelningar från Omarska och Trnopolje, filmade av en grupp brittiska journalister, visades runt om i världen vilket orsakade allmän upprördhet och ledde till att lägren stängdes.
Enligt åtalet i ICTY dödades flera hundra icke-serber i Trnopolje. I augusti 1992, under stängningen av lägret, bortfördes 200 tidigare intagna och dödades på Korićanske Stijene.